# Raidió Teilifís Éireann
A Raidió Teilifís Éireann (röviden: RTÉ, magyarul: Írország Rádiója és Televíziója) az Ír Köztársaság közszolgálati rádió- és televíziótársasága. Rádióműsorokat 1926 óta sugároz rendszeresen, és így a világ egyik legrégebbi – ha nem a legrégebbi –, megszakítás nélkül működő szolgáltatója. Az EBU-UER („Eurovízió”) alapító tagja.
Az RTÉ vezetését az ír kormány nevezi ki, a vezérigazgatóját pedig a kormány választja. Jelenleg 11 rádióállomást és három televíziócsatornát működtet.

## Rádió
Írországban 1925. november 14-én végezték el az első kísérleti rádióadást, amikor Seamus Clandillon, az adó igazgatója először mondta az éterbe, hogy „Seo Raidió 2RN, Baile Átha Cliath ag tástáil” (Ez a 2RN Rádió kísérleti adása Dublinból). 1926. január 1-jén indult el a rendszeres rádióadás egy másfél kilowattos adóval. 1927-ben Corkban létesítettek egy második adót, ám ezt többnyire csak a dublini adás átjátszására használták. 1932-ben telepítettek egy harmadik, eredetileg 60 kW-os adót Athlone-ba, az Eucharisztikus világkongresszus megrendezésével egyidőben. Ennek az adását már egész Írországban lehetett fogni, így kezdetben Radio Athlone néven, majd 1938-tól Radio Éireann néven lett ismert.
A Radio Éireann egyetlen adóval próbálta meg az összes igényt kielégíteni, és ez azt eredményezte, hogy nagyon szűk volt mindenre a műsoridő, illetve nagyon konzervatív volt a műsorrend. Ez azzal járt, hogy az Írország keleti partjainál, illetve az Észak-Írország közelében lakók inkább a BBC adását, később pedig a Radió Luxemburg adását hallgatták. Ez egészen az 1960-as évekig maradt így, amikor a kormány részleges autonómiát adott a rádiónak.
1979. május 31-éig a Radio Éireann egyetlen adóval rendelkezett, de ekkor elindult az RTÉ Radio 2. Ezek után indult el a Radio na Gaeltachta (röviden: RnaG, magyarul: „Rádió ír nyelven”), melyen kizárólag ír nyelven készültek a műsorok. A 20. század végén, a 21. század elején megkezdődött a digitális műsorszórás is, és így a hagyományos négy rádióállomás mellé hét másik, digitális adó társult be.

## Televízió
Írország a rádiózás figyelemre méltóan korai megkezdéséhez képest nagyon későn, 1961-ben kezdte el az önálló televíziózást. Ez nem jelentette azt, hogy az Ír Köztársaság televízió nélkül maradt; az ulsteri adásokat egészen délen is lehetett fogni. A kormányzati költségvetésből csak nagyon kevés pénz jutott televíziózásra. Ezért amikor az 1950-es évek végén létrehoztak egy bizottságot az írországi televíziózás megkezdésére, úgy tervezték, hogy a brit ITV mintájára, a kormányzattól a lehető legnagyobb függetlenségben valósítsák meg. Ám 1960-ban a Radio Éireannt leválasztották a Postaügyi Minisztériumról, és abból félig állami szervezet lett, melyet ezt követően megbíztak a televízió bevezetésével.
A rendszeres műsorszórás 1961. december 31-én 19.00 órakor kezdődött, Éamon de Valera köztársasági elnök köszöntőjével. Az eredeti tervek szerint a műsorszórás már karácsonykor megkezdődött volna, ám Eamonn Andrews, a Telefís Éireann (Ír Televízió) elnöke szabadságra engedte a munkatársakat, így a műsorkezdet egy hetet csúszott.
A televíziózás gyökeresen megváltoztatta Írország életét. A televízióban olyan témákról is szó eshetett, melyek a mélyen katolikus országban egyébként tabunak számítottak, így az abortuszról, a családtervezésről, de akár az északír helyzetről is.